# Tagetes zypaquirensis
Tagetes zypaquirensis là một loài thực vật có hoa trong họ Cúc. Loài này được Bonpl. miêu tả khoa học đầu tiên năm 1809.